# Volkskommissariat für Staatssicherheit
Das Volkskommissariat für Staatssicherheit (NKGB) (russisch Народный комиссариат государственной безопасности Narodny komissariat gosudarstwennoi besopasnosti) war von Februar bis Juli 1941 ein eigenständiges Staatskommissariat in der Sowjetunion. Danach wurde es aus der Hauptverwaltung für Staatssicherheit (GUGB) innerhalb des NKWD herausgelöst. Das Kommissariat war damit wieder dem Innenministerium der UdSSR direkt unterstellt.
1943 wurde es erneut aus dem NKWD ausgegliedert und als eigenständiges Staatskommissariat einem Ministerium gleichgestellt.
Unter Wsewolod Nikolajewitsch Merkulow, der das Kommissariat sowohl 1941, als auch von 1943 bis 1946 leitete, unterstand dem NKGB die sowjetische Auslandsaufklärung (1. Verwaltung), die Spionageabwehr (2. Verwaltung), die Transportsicherung (3. Verwaltung), die Organisation von Terror und Sabotage in den von den Deutschen besetzten Gebieten (4. Verwaltung), der Chiffrier- und Nachrichtendienst der Regierung (5. Verwaltung), sowie der Schutz der Partei- und Staatsführung der Sowjetunion (6. Verwaltung). Ab November 1945 kam als weiteres Aufgabengebiet der Schutz der sowjetischen Atomforschung und -industrie hinzu (Abteilung K).
Das NKGB wurde am 15. März 1946 in Ministerium für Staatssicherheit (MGB) umbenannt, das zur Vorgängerorganisation des KGB wurde.